# Eois pallidula
Eois pallidula är en fjärilsart som beskrevs av W. Warren 1896. Eois pallidula ingår i släktet Eois och familjen mätare. Inga underarter finns listade i Catalogue of Life.